# Armand de Rohan-Soubise
François-Armand-Auguste de Rohan-Soubise, príncep de Tournon i príncep de Rohan (París, 1 de desembre del 1717 - Saverne, 28 de juny del 1756) fou un prelat francès, príncep-bisbe d'Estrasburg.

## Orígens familiars
Era fill de Jules, príncep de Soubise i d'Anne-Julie de Melun, que van morir de verola quan ell encara era un nen.

### Germans
- Charles de Rohan, Príncep de Soubise, Duc de Rohan-Rohan (16 juliol 1715–4 juliol 1787) casat amb Anne Marie Louise de La Tour d'Auvergne (1722–1739); casat un altre cop amb la princesa Anna Teresa de Savoia (1717–1745); casat finalment amb Victoire de Hesse-Rotenburg (1728–1792) sense fills.
- Marie Louise Geneviève de Rohan (7 gener 1720–4 març 1803) casada amb Gaston Jean Baptiste de Lorraine, comte de Marsan, sense descendència.
- François Auguste de Rohan, comte de Tournon (16 setembre 1721–6 d'agost de 1736) mai casat.
- René de Rohan, O.S.B., monjo de l'Abadia de Luxeuil (26 juliol 1723-7 febrer 1743) mai casat.

## Biografia
Va ser ordenat sacerdot catòlic el 23 de desembre de 1741 i va rebre la posició d'abat-comendador primer de l'Abadia de Ventadour, on va ser succeït pel de Sant-Epvre (a la diòcesi de Toul) des de 1736, i més tard va afegir era que de Prince-Abat de les Abadies de Murbach i de Lure el 1737. Va ser elegit membre de l'Acadèmia Francesa el 15 de juliol de 1741.
Un any més tard va ser nomenat bisbe coadjutor de la Diòcesi d'Estrasburg de la qual n'era titular el seu besoncle, el príncep-bisbe Cardenal Armand Gaston Maximilien de Rohan, i va ser simultàniament nomenat com a bisbe titular in partibus de Ptolemais a Palestina (ara Acre, Israel). Va ser consagrat bisbe el següent 4 novembre. Va ser fet Gran Almoiner de França el 1745 i cardenal el 1747.
A la mort del seu besoncle el 1749, automàticament esdevingué Príncep-Bisbe d'Estrasburg i esdevenia abat-comendador de la gran abadia de La Chaise-Dieu aquell mateix any, deixant Sant-Epvre.
Va morir el 1756 de tuberculosi.